# Kokkinochóri
Ne doit pas être confondu avec Kókkino Chorió.
Kokkinochóri (grec moderne : Κοκκινοχώρι) est une localité située dans le dème de Naupactie, dans le district régional d'Étolie-Acarnanie, dans la périphérie de Grèce-Occidentale, en Grèce.
Selon le recensement de 2021, elle compte 13 habitants.